# Kilkee
Kilkee (en irlandès Cill Chaoi o Església de Chaoineadh Ita) és una ciutat d'Irlanda, al comtat de Clare, a la província de Munster. Es troba entre Kilrush i Doonbega la carretera N67. La vila és particularment coneguda per a ser la platja dels habitants de Limerick. Té una abadia en forma de ferradura protegida de l'Atlàntic pel Duggerna Reef. Kilkee ha rebut repetidament la bandera blava de la Comissió Europea. En 2006 s'hi va inaugurar una estàtua de l'actor Richard Harris a mans de Russell Crowe.